# 素溫寺
素溫寺或哇素溫寺位於泰國曼谷空訕縣的乍能納空路，鄰近「空訕運河」（River in Khlong Sarn）的一座佛寺。

## 建筑景观

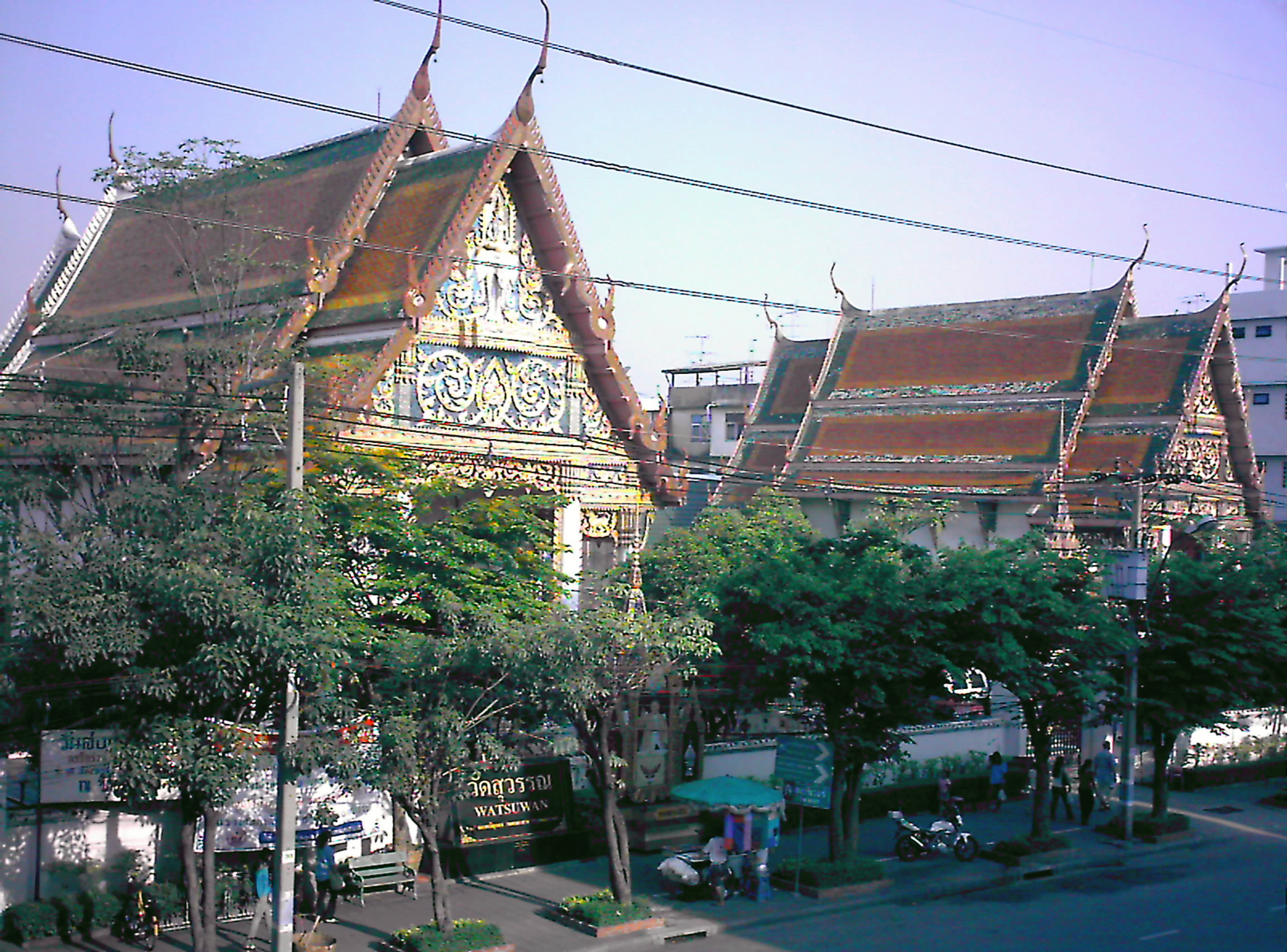
哇素溫寺的山門

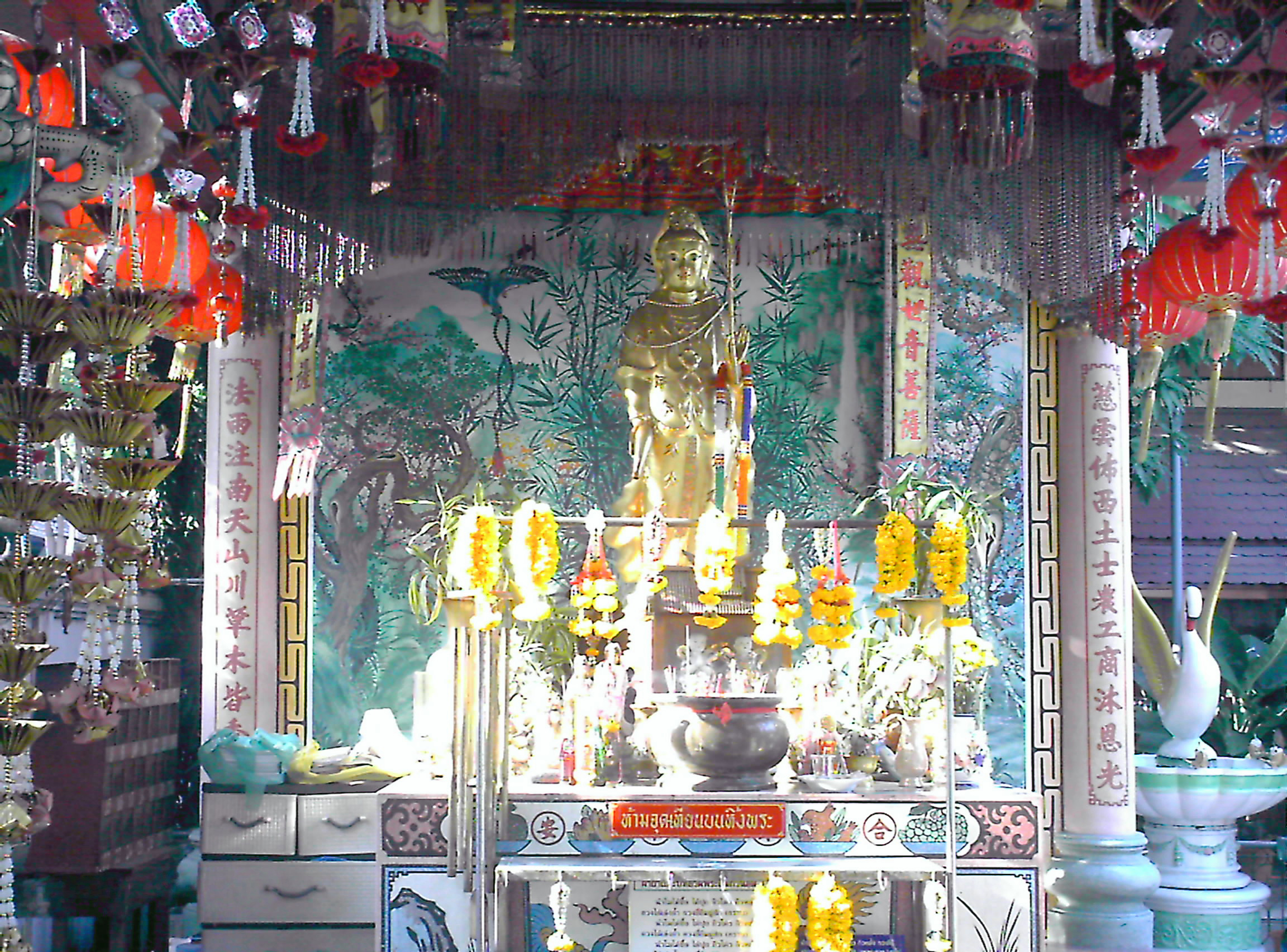
哇素溫寺的觀世音菩薩

素溫寺有一座美麗的佛像、壁畫及一座中國式建築的神壇供奉「觀世音菩薩」，附有的對聯：「慈雲佈西土士農工商沐恩光；法雨注天南天山川草楷秀色。」

## 外部連結
- 哇素溫寺的俯瞰圖（页面存档备份，存于）
- 2009年4月時的「哇素溫寺」之影像
- 「哇素溫寺」的照片冊（页面存档备份，存于）

13°43′27″N 100°30′30″E / 13.72417°N 100.50833°E